# Il paese dei campanelli
Il Paese dei Campanelli è un'operetta italiana in tre atti su libretto di Carlo Lombardo e musica dello stesso Lombardo e di Virgilio Ranzato.

## Trama
L'intreccio molto semplice ruota intorno a una vicenda di incroci multipli di coppie, trattata con leggerezza e bonaria ironia e ambientata in un paesino dell'Olanda in cui su ogni tetto sono posti dei campanelli: secondo una leggenda, essi sarebbero le "guardie” del focolare domestico e inizierebbero a suonare nel momento in cui una donna si appresti a tradire il marito.

### Atto I
Nel piccolo paese - governato da un borgomastro e da consiglieri comunali creduloni - facciamo subito la conoscenza di tre uomini con le rispettive mogli: Attanasio, borgomastro e marito di Pomerania, la donna più brutta del paese, che lo tratta sempre malissimo; Basilio, marito di Nela, la più dolce delle donne del luogo, sempre pronta a servire e riverire il coniuge; il buffo Tarquinio, marito di Bombon, la ragazza più "leggera" del paese, l'unica ad aver girato un po' il mondo e ad aver avuto dei “precedenti”, innamorandosi di un uomo di Amsterdam (è sempre vestita elegantemente e passa il tempo a posare per cartoline e organizzare feste: al suo ingresso in scena, è di ritorno da una “festa dei fiori”).
Un giorno attracca nel porticciolo del paese una nave da guerra inglese di ritorno dal Giappone, costretta a sostare per qualche tempo lì a causa di un guasto al motore. Il capitano, Hans, si invaghisce subito di Nela ed è abbastanza scettico rispetto alla storia dei campanelli (che crede sia soltanto una favola, anche perché sembra che non sia stata mai verificata). Entra in scena anche il tenente La Gaffe, marinaio pasticcione (come suggerisce il nome) che simpatizza subito con Bombon. Hans gli spiega che nel paese non ci sono donne disponibili, per via della leggenda dei campanelli («Bada, bimba, l'onor che va non ritorna più», canta Bombon). La Gaffe propone allora di inviare un telegramma al Teatro Palladium di Londra per reclutare delle ballerine di facili e probabilmente succinti costumi; e Hans lo incarica di spedire anche un telegramma alle proprie mogli per avvisarle del ritardo dovuto al guasto.
Nella notte il capitano riesce a sedurre Nela, mentre Bombon si fa corteggiare da La Gaffe, ma senza farsi coinvolgere troppo: è una donna molto sicura di sé e non sarà l'amore a farle scegliere se divenire o no amante del tenente inglese. Alla fine tuttavia lo invita a raggiungerla in casa, ma lui non sa quale sia la sua dimora e fa un'altra gaffe, entrando in quella dell'orribile e acida Pomerania. Anche altri cadetti entrano in altre case e in altri letti, e così i campanelli di quasi tutto il paese iniziano a squillare facendo capire ai mariti (impegnati in una riunione comunale) che la loro quiete coniugale è stata turbata dai nuovi venuti.

### Atto II
Il giorno seguente La Gaffe parla con Pomerania, che riconosce in lui l'uomo che ha attentato alla sua virtù nella notte e cerca di sedurlo nuovamente; ma lui riesce a liberarsene. Dopo una lite tra il geloso Tarquinio e sua moglie Bombon, quest'ultima decide che poserà per le nuove cartoline pubblicitarie in compagnia non più del coniuge ma di La Gaffe. Mariti e marinai si ritrovano faccia a faccia, e per farsi perdonare i tradimenti della notte i marinai promettono ai mariti che lasceranno loro le ballerine che stanno per arrivare da Londra. Bombon intanto cerca di disincantare Nela, che sembra seriamente innamorata di Hans: gli uomini son tutti uguali, non bisogna credere alle promesse dei marinai. Bombon ha anche appreso che Hans è già sposato, ma non ha il coraggio di rivelarlo a Nela (ci penserà La Gaffe, con l'ennesima gaffe).
Arrivano in paese le ballerine, ma non sono vere ballerine, bensì le mogli di Hans e dei cadetti, dal momento che La Gaffe ha invertito i telegrammi mandando alle mogli quello con cui intendeva convocare le ballerine. Quando scoprono la verità, Hans e i suoi non ci stanno più a cedere le loro donne ai mariti del luogo, che invece pretendono giustamente di essere risarciti del tradimento subito la notte prima. Bombon intanto ha promesso a La Gaffe che gli si concederà, per risarcirlo della notte trascorsa con l'orribile Pomerania.

### Atto III
Il capitano Hans cerca di riappacificarsi con la moglie e Nela capisce, con grande tristezza, di essere stata ingannata. Si viene intanto a conoscenza di un particolare inedito della leggenda dei campanelli: se in un particolare giorno, dalle sei del mattino alle sei di sera, non ci saranno tradimenti, il paese sarà liberato per sempre dalla magia dei campanelli, che altrimenti durerà per altri venticinque anni. Il caso vuole che il giorno buono sia proprio quello, in cui è previsto peraltro che i marinai inglesi salpino dal paese, con le proprie mogli, alle sei. La Gaffe, per potersi concedere almeno un'ora con Bombon prima di partire, sposta avanti di un'ora l'orologio del paese; ma il trucco non funziona e La Gaffe resta a bocca asciutta perché al suono delle sei (che sono in realtà le cinque) i campanelli iniziano nuovamente a squillare. I cadetti e le loro mogli partono, lasciando infranto il cuore di Nela e in pace quello dei mariti del paese, almeno per altri venticinque anni...

## Genesi, libretto e musica
Il Paese dei Campanelli è con Cin-Ci-La (opera degli stessi autori) la più celebre operetta italiana, una delle più rappresentate e una delle pochissime a non essere mai uscita dal repertorio.
Fu il primo e più grande successo di Virgilio Ranzato, già primo violino del Teatro alla Scala sotto la direzione di Arturo Toscanini. Ma l’impresario nonché autore del libretto, Carlo Lombardo, che peraltro mise mano anche nella musica, aveva contattato Giacomo Puccini, a cui sembra fossero avanzati alcuni brani non utilizzati per Madama Butterfly. Puccini si disse disponibile, a patto di poter concludere intanto la Turandot a cui stava lavorando; ma, come sappiamo, morì prima di averla conclusa, dunque non poté nemmeno iniziare a lavorare all’operetta di Lombardo. In realtà Lombardo non credeva più di tanto che il maestro toscano vi avrebbe davvero lavorato (benché avesse già fatto preparare un manifesto con il suo nome) e ancor prima della morte di Puccini aveva contattato Ranzato, il quale aveva già composto delle operette, ma senza sfondare.
Pare tuttavia che il brano più famoso dell’operetta, il Fox della Luna, sia stato scritto dallo stesso Lombardo, convinto che nella partitura pur pregevole di Ranzato mancasse uno di quei brani memorabili che la gente canticchia già all’uscita del teatro.
Ranzato avrebbe voluto dedicare la sua operetta a Benito Mussolini (che nel 1923 non era ancora il “Duce”, ma soltanto il presidente del consiglio), ma Lombardo si oppose. Ranzato inviò comunque a Mussolini, tramite il segretario di quest’ultimo, Alessandro Chiavolini, una copia dello spartito ricevendone una risposta di ringraziamento.
Il successo del Paese dei Campanelli, grande fin dalla prima milanese del 1923, è merito della musica, certamente, ma anche dell’insolita ambientazione in un inesistente ma tipico paesino olandese con i suoi tulipani, le sue casette colorate e i suoi mulini a vento. In più, il libretto – com’era tipico dell’operetta italiana di quegli anni – è particolarmente malizioso, mostra una piccola comunità apparentemente tradizionalista e moralista dove tuttavia le coppie regolari (perlopiù uomini di una certa età sposati con donne belle e giovani) hanno una gran voglia di tradirsi, al punto che ogni casa è stata dotata di un campanello a difesa della fedeltà coniugale: secondo una leggenda locale, quando si verifica un tradimento il campanello inizierebbe a suonare, e soltanto questo impedisce agli abitanti del Paese dei Campanelli di mettersi continuamente le corna. Ma quando arriverà un gruppo di marinai inglesi, che non credono nella leggenda e vanno a loro volta in giro per il mondo a tradire le lontane mogli rimaste a casa, ci sarà inevitabilmente un gran concerto di campanelli...
Il vero protagonista di questa favola per adulti è il comico, La Gaffe, che come avverte il nome non fa che combinare guai: rivela ad esempio a Nela che il suo amante è sposato; e con un malaccorto scambio di telegrammi convoca in paese, destinate ai mariti traditi, non le ragazze di un corpo di ballo (modo gentile e tipicamente operettistico per parlare di professioniste del sesso) bensì le mogli dei cadetti. Ma il finale, cosa abbastanza insolita per un genere teatrale che solitamente si distingueva proprio per i suoi proverbiali happy end, è piuttosto triste, con gli amanti irregolari che sono costretti – a malincuore – a lasciarsi, non tanto dai campanelli, quanto dall’arrivo delle mogli dei marinai e dai pasticci di La Gaffe.
Caratterizza Il Paese dei Campanelli «un erotismo condito di lune romantiche e fiori che parlano al cuore, di quadri musicali che cadono a pennello ora brillanti ora lirici, concedendosi ai ritmi in voga (il foxtrot e la giava) o librandosi nella pura melodia all’italiana». Tra i brani musicali più famosi di quest’operetta «dal ritmo incalzante» vi sono brani brillanti che strizzano l’occhio alle nuove mode musicali (il duetto comico della Giavanese, il nuovo ballo di origini francesi-indonesiane divenuto di gran moda dopo la prima guerra mondiale; l’irresistibile Fox della Luna, «Luna tu, non sai dirmi cos’è», uno dei brani più celebri della storia dell’operetta italiana, quasi sempre bissato ancora oggi), ma anche brani lirici più vicini alla tradizione lirica italiana («Quando il giorno muor», aria di entrata di Hans e dei suoi cadetti; il tema dei campanelli, «Nella notte misteriosa»; «Quello ch’egli ama, o bimba innamorata», l’aria della cuffietta, dai toni malinconici, pucciniani, che «nobilitano il genere operettistico».
La copertina dello spartito originale fu realizzata in tardo stile art nouveau con la collaborazione del pittore e illustratore triestino Marcello Dudovich, che disegnò anche uno dei manifesti più famosi dell’operetta, raffigurante la soubrette che la portò al trionfo, Nella Regini.
Dall’operetta di Lombardo e Ranzato fu tratto nel 1954 il film omonimo, diretto in Italia dal francese Jean Boyer su sceneggiatura del regista stesso e di Sandro Continenza, Italo De Tuddo e Giangiacomo Cossa. È uno dei primi film italiani a colori e utilizza le musiche dell’operetta originaria, però arrangiate e integrate con nuovi brani, più alla moda per gli anni ‘50, scritti da Federico Carducci. Protagonista, nel ruolo di Bombon, Sophia Loren, mentre Carlo Dapporto è La Gaffe, Mario Riva è Tarquinio e il cantante di musica leggera Achille Togliani è René, l’equivalente cinematografico dell’Hans teatrale. Il film uscì anche in Francia, con il titolo Ces voyous d’hommes.

## Brani musicali
- Coro d’introduzione («Per l’aure calme»)
- Entrata di Nela con coro («Sempre è dolce come il miel»)
- Canzone di Bombon con coro («La violetta bruna è fior gentil»)
- Entrata di Hans e coro dei cadetti («Quando il giorno muor»)
- Leggenda dei campanelli [Bombon] («Nella notte misteriosa»)
- Duetto Nela-Hans («No, no, ninnolo mio d’or»)
- Duetto comico La Gaffe-Bombon («Mia piccina graziosa musmé»)
- Finale Atto 1° («S’è spento il sole e gli occhi son stanchi»)
- La Giavanese - Duetto comico La Gaffe-Bombon («Balla la giava, boccuccia di baci»)
- Aria di Nela («Quello ch’egli ama, o bimba innamorata»)
- Entrata di Ethel con coro («Il jazz, il fox-trot, lo shimmy»)
- Aria di Bombon e Quartetto (Fox della Luna: «Luna tu, non sai dirmi cos’è»)
- Duetto Nela-Hans («Io vorrei che il mio sogno divin non avesse mai fin»)
- Finale Atto 3°

## Rappresentazioni
L'operetta di Lombardo e Ranzato, andata in scena per la prima volta al Teatro Lirico di Milano il 23 novembre 1923 sotto la direzione del compositore, si legò inizialmente al nome di Nella Regini (nome d’arte di Tilde Scarneo), «primadonna di affascinante bellezza, per la quale il pubblico impazziva, soprattutto a Milano, dove era stato decretato nel 1923 il successo più grande alla sua interpretazione de Il paese dei Campanelli». Il nome della Regini era tale che alcuni manifesti – come quello appositamente disegnato da Marcello Dudovich – lo riportavano a caratteri cubitali, intorno a una sua immagine, mentre il titolo dell’operetta era stampato in caratteri molto più piccoli.
La sera del 23 novembre 1923, al Teatro Lirico di Milano, fu in effetti un trionfo, come ricordavano Dino Falconi e Angelo Frattini tracciando anche un ritratto di Virgilio Ranzato: «Alto, enorme di corporatura, con un volto pingue e acceso sul quale spiccavano due piccoli baffi neri a spazzola e due piccolissime lenti che luccicavano come luccicano i vetri di un minuscolo casolare, sotto il sole, su una montagna, Ranzato appariva sudato, affannato e felice. Nello spazio di pochi giorni, tutta Milano fischiettava i più indovinati motivi dell’operetta».
Il 16 febbraio 1924 l'operetta andò in scena al Teatro La Fenice di Venezia diretta da Domenico Lombardo, con Lina Di Sambo; il 30 ottobre 1924 al Teatro Petruzzelli di Bari con la compagnia di Gennaro Gaudiosi e il 5 novembre al Politeama Alhambra di Taranto con la soubrette Cettina Bianchi. Il 22 aprile 1925 fu la volta del Teatro Reinach di Parma con la Compagnia di operette e opere comiche della casa musicale ISAPLIO, mentre nel 1927 fu portata in tournée dalla Compagnia dei Grandi Spettacoli d'Arte Operettistica di Ines Lidelba (la rivale numero 1 di Nella Regini), Nella De Campi e Nuto Navarrini. È del 1940 la prima rappresentazione nel Teatro Vittorio Emanuele I di Torino.
Tra le molteplici rappresentazioni di quest'operetta mai uscita dal repertorio si registrano naturalmente quelle a Trieste, dove andò in scena la prima volta nel 1953 al Castello di San Giusto con Anna Campori, Edda Vincenzi ed Elvio Calderoni diretti da Cesare Gallino. In seguito andrà in scena al Politeama Rossetti nel 1970 e nel 1975 con Aurora Banfi, Elena Baggiore, Graziella Porta, Adriana Innocenti, Gino Taddei e Sandro Massimini; e al Teatro Lirico Giuseppe Verdi nel 1997 con Federica Bragaglia e Ariella Reggio e nel 2007 con Silvia Dalla Benetta e Maurizio Micheli per la regia di Maurizio Nichetti. Nel 2023 sotto la direzione artistica di Sebastian F. Schwarz il Festival della Valle d'Itria propone una nuova produzione del regista italo-sudafricano Alessandro Talevi e diretto da Fabio Luisi con Maritina Tampakopoulos, Norman Reinhardt, Francesca Sassu e Matteo Macchioni, poi ripetuta al Teatro Coccia di Novara.
Nel 1935 era stata rappresentata anche a New York, al Majestic Theatre, dal 9 al 12 maggio, con il titolo The Land of Bells.
Esiste anche un'edizione televisiva RAI dell'11 dicembre 1954, con Nuto Navarrini nel ruolo di La Gaffe, Fiorella Carmen Forti in quello di Bombon e inoltre Arturo Bragaglia, Lola Braccini ed Ermanno Roveri.